# Wimpel
Wimpel – proporzec klubowy, znak okrętowy w postaci małej trójkątnej lub prostokątnej flagi o barwach klubowych, noszony na topie masztu, oznacza przynależność jednostki pływającej do danego klubu sportowego, a także służy jako wskaźnik kierunku wiatru – wtedy może być w postaci miniaturowego rękawa.
Współcześnie wimpel używany jest nie tylko na jednostkach pływających, ale też na np. motocyklach. 